# Il gioco di Tangentopoli
Il gioco di Tangentopoli è un gioco in scatola di tipo trivia game pubblicato dalla casa italiana G.E.MI - Grandi Edizioni Milanesi nel 1992. Il gioco è ispirato ai fatti di cronaca giudiziaria avvenuti agli inizi degli anni novanta del XX secolo definiti appunto Tangentopoli. Il marchio "Tangentopoli" fu depositato per conto della casa editrice da Lello Gurrado. Il gioco ebbe un grande successo, vendendo oltre 18 000 copie nei primi tre mesi di uscita.

## Materiale di gioco
La scatola contiene:
- 1 Tabellone di gioco
- 504 carte con domanda e risposta
- 60 Fiche
- 1 Dado
- 6 Pedine
- Regolamento
- un coupon per suggerimenti da inviare all'editore

Le pedine sono sei tessere di un puzzle di colore diverso (giallo, azzurro, arancione, rosso, verde e nero) con impresse due lettere della parola "tangentopoli". Le fiches rappresentano delle "Mazzette da cento milioni di ₤" per un totale di sei miliardi di lire.

### Tabellone
Il tabellone è formato da 48 caselle progressive, differenziate in 33 caselle "istruttoria" con indicato il prezzo della tangente (100, 200, 300 o 500 milioni), 8 caselle "interrogatorio" (disegno del magistrato), 4 caselle "intercettazione" (simbolo del telefono), 1 casella "mandato di cattura" (simbolo della polizia), una casella "pentito" (disegno di un uccellino) e la casella finale "grande appalto".

### Carte
Le carte sono divise in due mazzi, il mazzo "mazzetta" e il mazzo "magistrato". Le carte mazzetta sono più numerose e contengono due domande e tre risposte possibili ciascuna, con indicata in grassetto l'opzione corretta. Le carte magistrato contengono due domande e le relative risposte corrette. Le domande riguardano principalmente fatti di cronaca italiana, politica, film e libri noir, thriller o incentrati su fatti di cronaca nera; un numero più ristretto di domande invece, riguarda argomenti di cultura generale.

## Regole del gioco

### Scopo del gioco
Raggiungere la fine del percorso col maggior numero di fiche e rispondere alle domande finali prima degli avversari.

### Preparazione
Vengono distribuite equamente fra i partecipanti le fiche. I giocatori tirano il dado per decidere chi inizia, quindi vengono poste le pedine sulla postazione di partenza. Il giocatore alla destra del giocatore di turno sarà il definito "magistrato" e dovrà occuparsi di porre la domanda precedentemente indicata (1 o 2) fra le due disponibili, gestire le mazzette, le delazioni e decidere sulle controversie (es. risposte incomplete, tiri di dado, ecc.)

### Svolgimento
Il primo giocatore tira il dado e muove la propria pedina sulla casella corrispondente. A seconda della casella su cui capita sono possibili diversi scenari:
- Istruttoria: il magistrato pesca una carta dal mazzo "mazzette" e pone la domanda scelta dal giocatore. Se il giocatore risponde correttamente rimane sulla casella raggiunta, in caso contrario il giocatore potrà pagare una "mazzetta" del valore corrispondente alla cifra segnata sulla casella, o sarà costretto a rimanere sulla casella da cui è partito.
- Interrogatorio: il magistrato pesca una carta dal mazzo "interrogatorio" e pone la domanda scelta dal giocatore. Se il giocatore risponde correttamente rimane sulla casella raggiunta, in caso contrario sarà costretto a rimanere sulla casella da cui è partito.
- Intercettazione: il magistrato pesca una carta dal mazzo "mazzette" e pone la domanda scelta dal giocatore. Se il giocatore risponde correttamente rimane sulla casella raggiunta, in caso contrario sarà costretto ad arretrare di tre caselle a partire da quella raggiunta.
- Mandato di cattura: il giocatore rimane su tale casella ma salta il turno successivo.
- Pentito: il magistrato pesca una carta dal mazzo "interrogatorio" e pone la domanda scelta dal giocatore. Se il giocatore risponde correttamente rimane sulla casella raggiunta e riguadagna tutte le fiche da lui spese fino a quel momento, in caso contrario sarà costretto a rimanere sulla casella da cui è partito.
- Grande appalto: una volta raggiunta la casella finale, il magistrato conta le fiche rimaste in dote al giocatore: in base a questo valore gli porrà una (un miliardo o più), due (da 500 a 900 milioni) o tre domande (meno di 500 milioni). Se il giocatore risponde correttamente vince la partita, in caso contrario sarà costretto ad arretrare di tante caselle quante sono le risposte errate.

Fra le opzioni disponibili v'è inoltre la cosiddetta "delazione", ossia un altro concorrente potrà rispondere in vece del giocatore dietro compenso. E inoltre possibile che uno o più concorrenti, se vogliono, paghino la mazzetta per il giocatore di turno.

## Varianti
Esistono due varianti, create in seguito al successo della edizione originale.
- Tangentopoli - sport & spettacolo: variante con domande su sport e spettacolo
- TangentopoliNo: variante per ragazzi dagli 8 anni in su, si basa su domanda di cultura generale e basa la trama del gioco su un ipotetico viaggio in macchina per raggiungere una meta passando confini e dogane.